# Humayun Abdulali

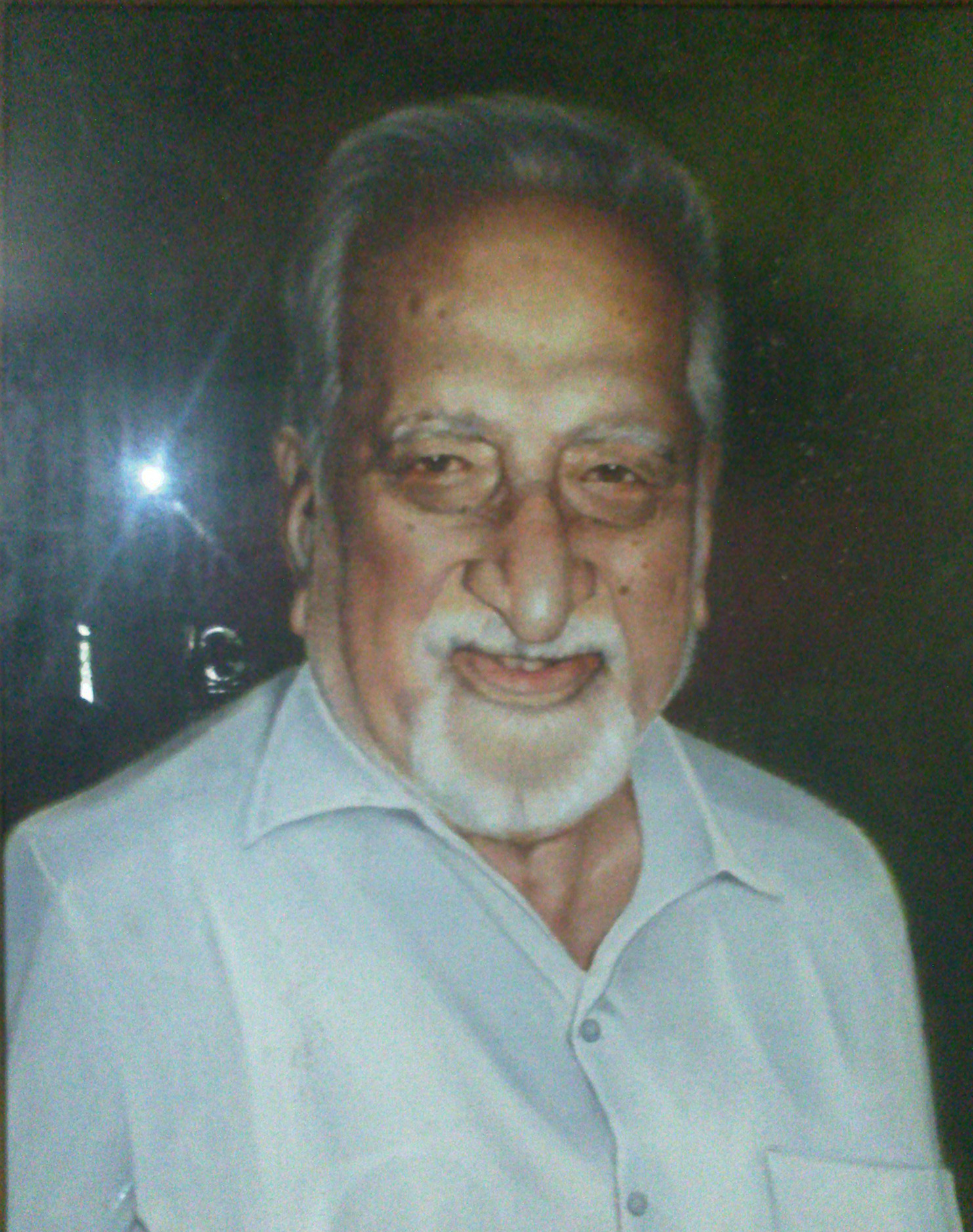
Humayun Abdulali

Humayun Abdulali (* 19. Mai 1914 in Kobe, Japan; † 3. Juni 2001 in Mumbai, Indien) war ein indischer Ornithologe, Biologe und Naturschützer. Er war ein Cousin des als Birdman of India bekannt gewordenen Salim Ali. 

## Leben
Abdulali wurde in Japan geboren, wo sein Vater als Geschäftsmann arbeitete. 1925 kehrte die Familie nach Indien zurück und ließ sich in Bombay (heute Mumbai) nieder. 
Er war Schüler der St. Xavier’s High School und später Student des St. Xavier’s College, wo er 1936 seinen Bachelor-Abschluss in Biologie erwarb. Seine Verbindung mit Bruder Antonio Navarro (1903–1987) an der St. Xavier’s High School führte zu einem lebenslangen Interesse an der Naturgeschichte. Sein erster Ausflug in die Ornithologie begann mit dem Sammeln von Vogeleiern. Während seines Studiums der Zoologie am St. Xavier’s College in Bombay stellte er eine Sammlung von Vögeln zusammen, was von 1936 bis 1939 zur Veröffentlichung einer sechsteiligen Serie über die Vögel von Bombay und Salsette im Journal of the Bombay Natural History Society führte und von Salim Ali mitverfasst wurde. Seine erste Veröffentlichung befasste sich 1931 mit Koel-Eiern in einem Krähennest. 1950 wurde er Honorarsekretär der Bombay Natural History Society (BNHS).
Zu seinen bedeutenden wissenschaftlichen Arbeiten gehören die Katalogisierung der Vogelsammlung der BNHS und das Studium der Vogelfauna der Andamanen und Nikobaren. Seine 348 Arbeiten umfassende Bibliographie spiegelt das breite Spektrum seines Interesses an der indischen Naturgeschichte wider. Er leistete bedeutende Beiträge zur Erhaltung des indischen Naturerbes. Der Entwurf des Bombay Wild Bird and Wild Animals Protection Act von 1951, der die Grundlage für den 1972 verabschiedeten Wildlife Protection Act bildete, die Einreichung des ersten Rechtsstreits von öffentlichem Interesse, der den Borivli-Nationalpark in Bombay vor der Zerstörung durch eine Autobahn bewahrte, und das Verbot der Ausfuhr von Froschschenkeln sowie die Erhaltung des Sonnerathuhns zählen zu den Höhepunkten der Naturschutzbewegung in Indien.
Abdulali leitete 1964 und 1966 zwei Expeditionen zu den Andamanen und Nikobaren, die die Grundlage für die Beschreibung von 15 neuen Unterarten bildete. Hierzu zählen Aviceda leuphotes andamanica, Perdicula asiatica vellorei, Amaurornis phoenicurus midnicobaricus, Macropygia rufipennis andamanica, Macropygia rufipennis tiwarii, Ducula aenea andamanica, Ninox affinis rexpimenti, Irena puella andamanica, Pellorneum ruficeps pallidum, Ploceus megarhynchus salimalii, Aplonis panayensis albiris, Oriolus xanthornus reubeni, Rallus striatus nicobarensis, Amaurornis phoenicurus leucocephalus, Tachymarpis melba dorabtatai, Alauda gulgula dharmakumarsinhjii und Dumetia hyperythra navarroi.

## Dedikationsnamen
Nach Abdulali sind die Taxa Nyctibatrachus humayuni, Otus alius, Pycnonotus cafer humayuni, Accipiter virgatus abdulali und Dendrelaphis humayuni benannt.

## Schriften (Auswahl)
- Some peculiarities of avifaunal distribution in Peninsular India. Proceedings of the National Institute of Sciences of India. 15 (8), 1949, S. 387–393
- The birds of the Andaman and Nicobar Islands. The Journal of the Bombay Natural History Society. 61 (3), 1965, S. 483–571.
- On the export of frog legs from India. Journal of the Bombay Natural History Society. 82 (2), 1985, S. 347–375.